# Senecio dewildeorum
Senecio dewildeorum là một loài thực vật có hoa trong họ Cúc. Loài này được Tjitr. mô tả khoa học đầu tiên năm 2002.